# Japanski tenkovi u Drugom svjetskom ratu
Japanski tenkovi u Drugom svjetskom ratu su bili jedni od najlošijih tenkova u ratu. Japanski tenkovi su bili relativno nepouzdani, lošijeg oklopa od tadašnjih zapadnih tenkova i japanska industrija je teško izrađivala teške tenkove, što zbog manjka sirovina, što zbog nepouzdanosti ključnih dijelova.
Japanski tenkovi u Drugom svjetskom ratu su:
- - Laki tenkovi
- Tip 95 Ha-Go
- Tip 98 Ke-Ni
- Tip 2 Ke-To
- Tip 4 Ke-Nu
- Tip 5 Ke-Ho

- - Srednji tenkovi
- Tip 89 I-Go
- Tip 97 Chi-Ha
- Tip 1 Chi-He
- Tip 3 Chi-Nu
- Tip 4 Chi-To
- Tip 5 Chi-Ri

- - Amfibijski tenkovi
- Tip 2 Ka-Mi
- Tip 3 Ka-Chi
- Tip 4 Ka-Tsu
- Tip 5 To-Ku